# Filippinsk and
Filippinsk and (latin: Anas luzonica) er en andefugl som lever på Filippinerne.